# Hädanberg
Hädanberg är en by i Anundsjö socken, Örnsköldsviks kommun. Från 2015 avgränsar SCB här en småort.